# Ричфилд (Юта)
Ричфилд (англ. Richfield) — город в штате Юта (США). Административный центр округа Севир и самый крупный город округа. По данным переписи за 2010 год в Ричфилде проживал 7551 человек (71-я строчка в списке крупнейших городов штата).

## Географическое положение
По данным Бюро переписи населения США город имеет общую площадь в 13,7 км². Через город проходит межштатная автомагистраль I-70.

### Климат
По классификации климатов Кёппена климат Ричфилда относится к степному климату (BSk). Средняя температура в году — 4,5 °C, самый тёплый месяц — июль (средняя температура 16,8 °C), самый холодный — январь (средняя температура −4,9 °C). Среднее количество осадков в году 373,4 мм.

## История
В июле 1863 году Джордж Бин отправился в экспедицию к истокам реки Севир для поисков новых мест для поселения. Он нашёл источник воды, около которого был основан Ричфилд. Название города было выбрано в честь плодородной почвы около поселения. В 1865 году была построена первая школа и началось строительство форта. В 1865 году индейцы убили двух рабочих в каньоне, а затем трёх поселенцев, что привело к эвакуации поселения. К 1871 году многие из поселенцев вернулись.
Ричфилд является культурным и торговым центром центральной Юты. В городе находится муниципальный аэропорт, больница, 3 парка. Он окружён 3 национальными парками: Зайан, Брайс и Капитол-Риф

## Население
По данным переписи 2010 года население Ричфилда составляло 7551 человек (из них 50,0 % мужчин и 50,0 % женщин), в городе было 2553 домашних хозяйств и 1871 семей. На территории города было расположено 2553 постройки со средней плотностью 186,3 построек на один квадратный километр суши. Расовый состав: белые — 94,4 %, афроамериканцы — 0,3, азиаты — 0,4 %, коренные американцы — 1,7 %.
Население города по возрастному диапазону по данным переписи 2010 года распределилось следующим образом: 32,2 % — жители младше 18 лет, 4,6 % — между 18 и 21 годами, 50,0 % — от 21 до 65 лет и 13,2 % — в возрасте 65 лет и старше. Средний возраст населения — 30,9 лет. На каждые 100 женщин в Ричфилде приходилось 99,9 мужчин, при этом на 100 совершеннолетних женщин приходилось уже 98,7 мужчин сопоставимого возраста.
Из 2553 домашних хозяйств 73,3 % представляли собой семьи: 60,3 % совместно проживающих супружеских пар (30,9 % с детьми младше 18 лет); 9,0 % — женщины, проживающие без мужей и 3,9 % — мужчины, проживающие без жён. 26,7 % не имели семьи. В среднем домашнее хозяйство ведут 2,88 человека, а средний размер семьи — 3,42 человека. В одиночестве проживали 23,5 % населения, 11,0 % составляли одинокие пожилые люди (старше 65 лет).

## Экономика
В 2014 году из 5351 человека старше 16 лет имели работу 2892. При этом мужчины имели медианный доход в 45 747 долларов США в год против 27 383 долларов среднегодового дохода у женщин. В 2014 году медианный доход на семью оценивался в 53 972 $, на домашнее хозяйство — в 40 500 $. Доход на душу населения — 17 581 $ в год.